# オルドス空港
オルドス空港（鄂尔多斯机场, Ordos Airport）は、中華人民共和国内モンゴル自治区オルドス市エジンホロ旗にある空港。オルドス・エジンホロ国際空港（鄂尔多斯伊金霍洛国际机场）とも呼ばれる。

## 概要
1959年に東勝機場として開港したが、1983年に閉鎖された。その後、オルドス空港は2007年7月26日に開港し、旧東勝空港に取って代わりました。2012年には新ターミナルが開業した。
スカイトラックスより、4つ星の評価を得ている。2016年に国際線が開通し、年末にオルドス・エジンホロ国際空港に名称変更。

## 定期便就航都市
- 華夏航空 - フフホト、ウランホト、重慶、貴陽
- 江西航空 - 瀋陽
- 天津航空 - 天津、ウルムチ、ハイラル
- 四川航空 - 成都、瀋陽
- 中国聯合航空 - 北京/大興、南京、仏山、長沙、長春、大邱(2025年6月12日より運航開始予定)[4]
- 中国南方航空 - 上海/虹橋、鄭州
- 厦門航空 - 連雲港
- 中国東方航空 - 上海/浦東、広州、西安、ハルビン、長春、昆明、合肥、石家荘、西寧
- 中国国際航空 - 北京/首都、杭州、天津
- フンヌ・エア - ウランバートル

2016年4月現在

## 空港アクセス
空港バス
- 伊旗鳥蘭国際酒店、CBD、康巴什婚慶文化公園東門、汽車南站、宏源一品酒店 方面